# 墨西哥鴨
墨西哥鴨（學名：Anas diazi）是一種鑽水鴨，分佈於墨西哥與美國新墨西哥州、亞利桑那州與德克萨斯州南方，墨西哥鴨大多數不會遷徙，但少數棲地較北方的族群會南遷至墨西哥過冬。墨西哥鴨可棲息於溪流與湖泊等多數水域，喜歡食用紫花苜蓿的幼芽，其種小名是為紀念墨西哥地理學家與工程師奧古斯汀·迪亞茲（Augustin Diaz）。

## 外形
墨西哥鴨的體長為51-56公分，外形與綠頭鴨的雌鴨相似，但體色較深。其體色大致為棕色，臉顏色較淺，藍色翼鏡的邊緣帶有白色，與綠頭鴨的近似，但翼鏡顏色與綠頭鴨相比較偏綠，且邊緣白色條紋較窄。另一項與綠頭鴨的差異是墨西哥鴨的尾部沒有白色羽毛。

## 分類
墨西哥鴨過去與夏威夷鴨和列山島野鴨因皆能與綠頭鴨雜交，並生出有繁殖能力的子代，被認為缺乏生殖隔離，而皆屬於綠頭鴨的亞種，事實上這些鴨能夠互相雜交的現象代表它們分支於一個較晚近的異域種化事件，尚未形成在分子層次上阻止物種間基因流動的機制，而只以行為、羽色等差異達成生殖隔離，在自然情況下這些差異已足以阻止雜交發生。粒線體DNA分析顯示墨西哥鴨與北美黑鴨關係密切，兩者分支的時間相當晚近。
墨西哥鴨過去因外型差異，曾有學者提出兩個亞種的存在：指名亞種Anas diazi diazi分布於墨西哥，Anas diazi novimexicana則分佈於新墨西哥州，但許多研究隨後證實Anas diazi novimexicana是無效的分類單元。

## 保育

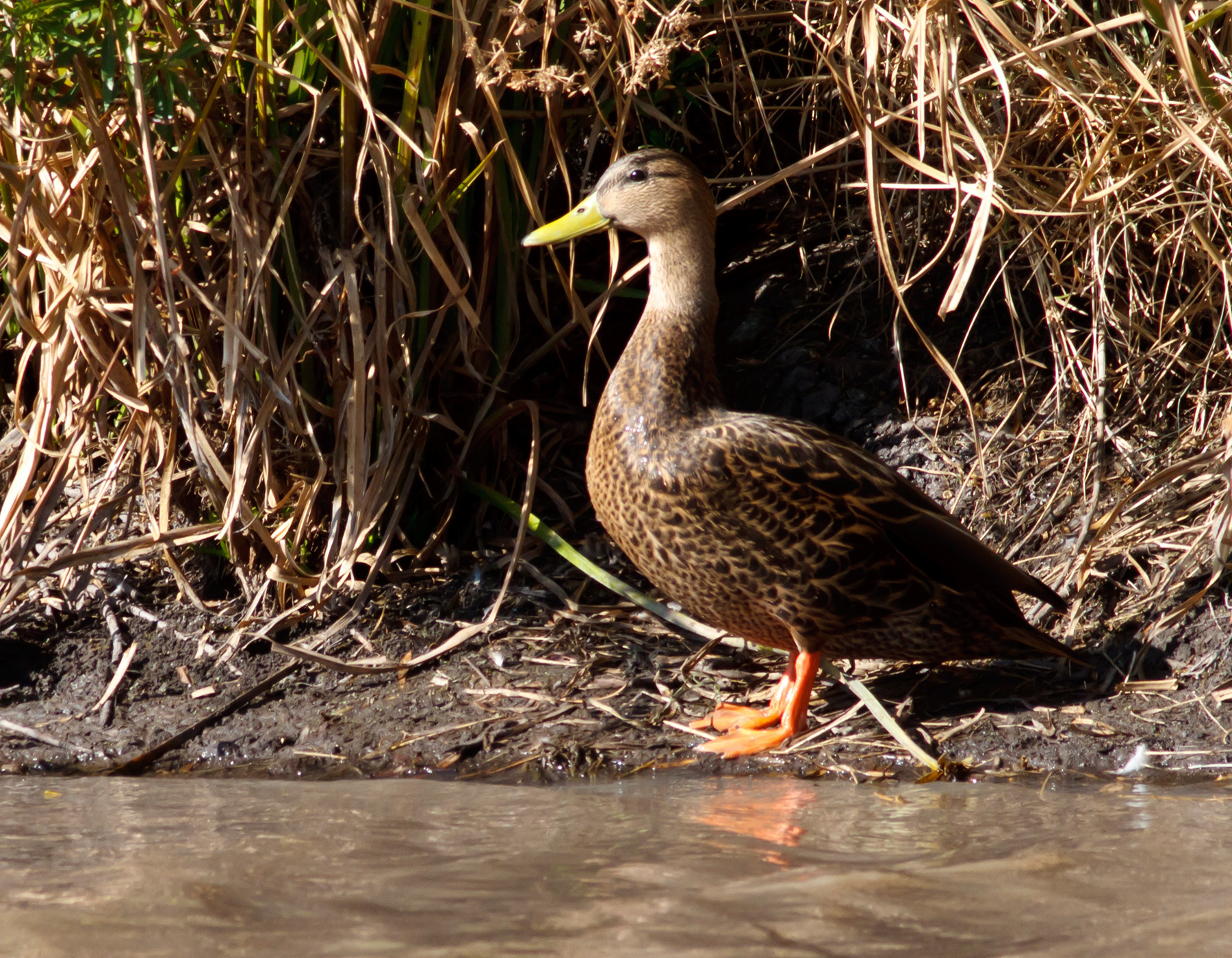
墨西哥鴨的雌鴨，攝於墨西哥聖米格爾德阿連德

墨西哥鴨雖不至瀕臨絕種的程度，但其數量仍因棲地破壞與過度捕獵而明顯下降，另外綠頭鴨較適應受人類活動影響的棲地，又能與墨西哥鴨雜交，導致其純種比例下降，使某些研究者擔心墨西哥鴨作為一個獨立的分類單元有消失之虞。墨西哥鴨曾於1967年被美國魚類及野生動物管理局列為瀕危物種，但在1978年除名。